# Cryptarrhena
Cryptarrhena es un género de orquídeas epifitas. Tiene tres especies. Es originaria de América.

## Descripción
Las plantas son pequeñas, con pseudobulbos rudimentario y hojas dispuestas en serie, herbáceas, oblongo-lanceoladas. La inflorescencia es larga, multiflora,en el arco de la axila de las hojas, con flores al mismo tiempo.
Las flores son muy pequeñas, con menos de un centímetro, tienen sépalo dorsal elíptico, los lados un poco más grande y con ápice agudo; pétalos más amplios y más cortos que el sépalo dorsal, obovados, con poco margen y labio dentado, trilobulado con lóbulos laterales y en posición vertical, terminal bipartito con ápice en forma de ancla. El color de la flor es de color verde amarillo. 

## Distribución y hábitat
Incluye dos o tres especies epífitas, caespitosas que crecen a lo largo de la amplia zona del sur de México y el Caribe hasta la Amazonía en los bosques tropicales cálidos, de baja altitud, también hay algunas en la costa atlántica del estado de São Paulo.  Esto demuestra que existen ciertas rutas de migración de las orquídeas formado por bosques ribereños a lo largo de los ríos y algunas montañas.

## Evolución, filogenia y taxonomía
El género fue descrito por Robert Brown, y publicado en el Botanical Register, 2: t. 153  en 1816. La especie tipo es Cryptarrhena lunata R.Br.
Etimología
Cryptarrhena: nombre genérico que deriva del griego kryptos = "escondido", y rhen = "estambre", en referencia a sus flores con las anteras cubiertas.

## Especies deCryptarrhena
- Cryptarrhena guatemalensis  Schltr. (1911)
- Cryptarrhena kegelii  Rchb.f. (1852)
- Cryptarrhena lunata  R.Br.  (1816